# Ballore
Ballore település Franciaországban, Saône-et-Loire megyében. Lakosainak száma 90 fő (2022. január 1.). Ballore La Guiche, Le Rousset-Marizy, Martigny-le-Comte és Mornay községekkel határos.

## Népesség
A település népességének változása:
| Lakosok száma | 85   | 86   | 93   | 92   | 94   | 95   | 95   | 93   | 90   |
|               | 2013 | 2015 | 2016 | 2017 | 2018 | 2019 | 2020 | 2021 | 2022 |